# Monthodon
Monthodon är en kommun i departementet Indre-et-Loire i regionen Centre-Val de Loire i de centrala delarna av Frankrike. Kommunen ligger i kantonen Château-Renault som tillhör arrondissementet Tours. År 2022 hade Monthodon 643 invånare.

## Befolkningsutveckling
Antalet invånare i kommunen Monthodon
Referens:INSEE